# Ceratocystis fimbriata
Ceratocystis fimbriata är en svampart som beskrevs av Ellis & Halst. 1890. Ceratocystis fimbriata ingår i släktet Ceratocystis och familjen Ceratocystidaceae.   Inga underarter finns listade i Catalogue of Life.